# Pithecopus palliatus
Pithecopus palliatus é uma espécie de perereca da família Hylidae.
Pode ser encontrada na Bolívia, Brasil, Equador, Peru e, possivelmente, Colômbia. Seus habitats naturais são: regiões subtropicais ou tropicais húmidas de baixa altitude, florestas e pântanos de água doce intermitentes.  Ela está ameaçada por perda de habitat.